# Rene Mlekuž
Rene Mlekuž, slovenski alpski smučar, * 25. avgust 1975, Slovenska Bistrica.
Mlekuž je za Slovenijo nastopil na Zimskih olimpijskih igrah 2002 v Salt Lake Cityju.
Na svojih edinih Olimpijskih igrah je nastopil v slalomu. V prvi vožnji je končal na 13. mestu, na drugi progi pa je nato odstopil. 